# Playa de Santa Comba
La playa de Santa Comba es un arenal virgen situado en el municipio de Ferrol (provincia de La Coruña, Galicia, España).

## Descripción

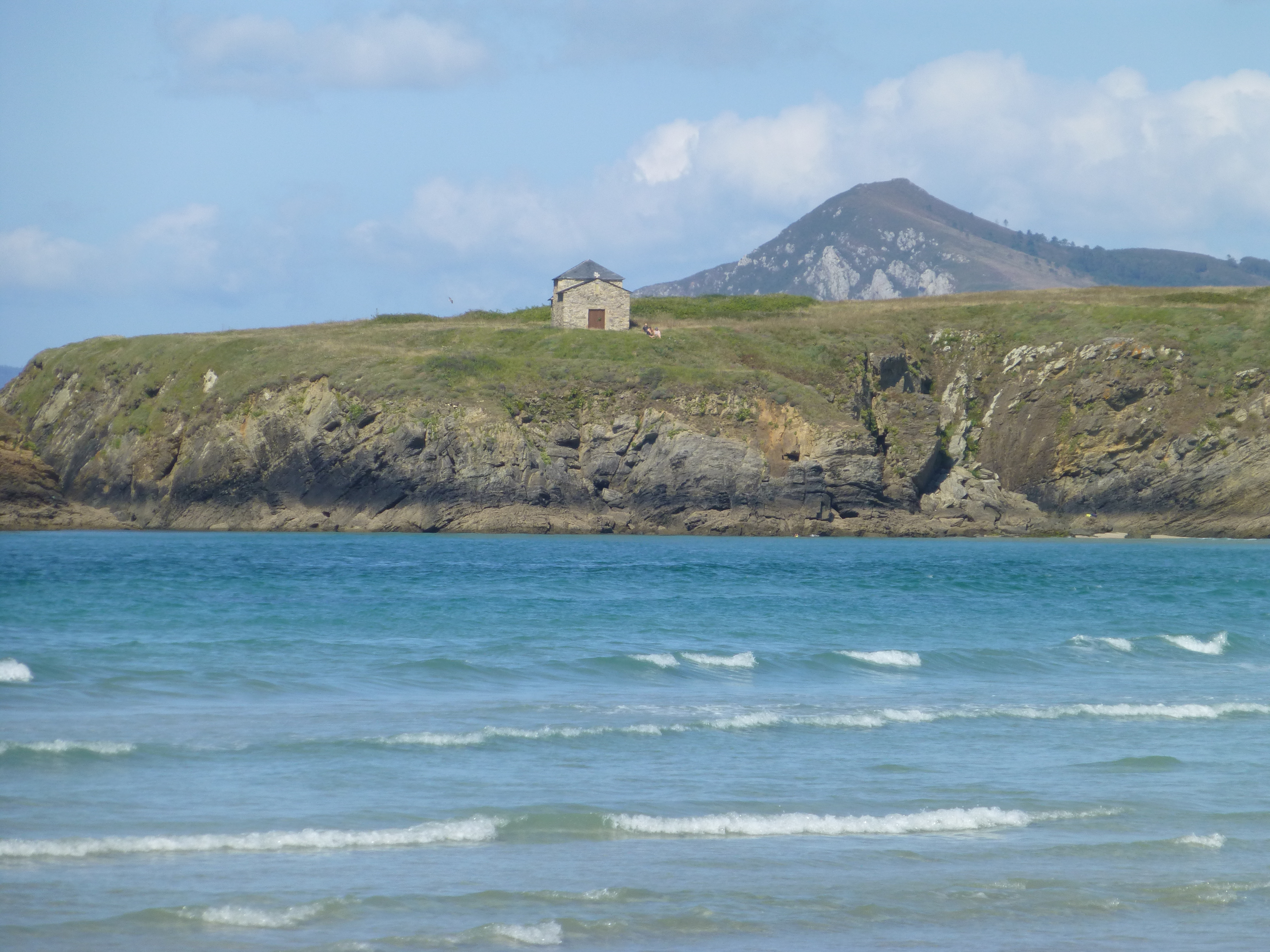
Isla y ermita de Santa Comba.

La playa se sitúa en un paraje rural no urbanizado. En su extremo este se halla la isla de Santa Comba, donde se ubica la ermita homónima, construida sobre un castro.
Es una playa de arena blanca y fina, con fuerte viento y oleaje, ideal para practicar deportes náuticos como el surf. Dispone de puesto de socorro y duchas.

## Accesos
Para llegar a la playa, desde Ferrol, hay que tomar la carretera Ferrol-Covas, pasar el núcleo de Covas, A Pedreira y tomar el camino a la playa. Hay un aparcamiento en cada extremo de la misma.

## Galería

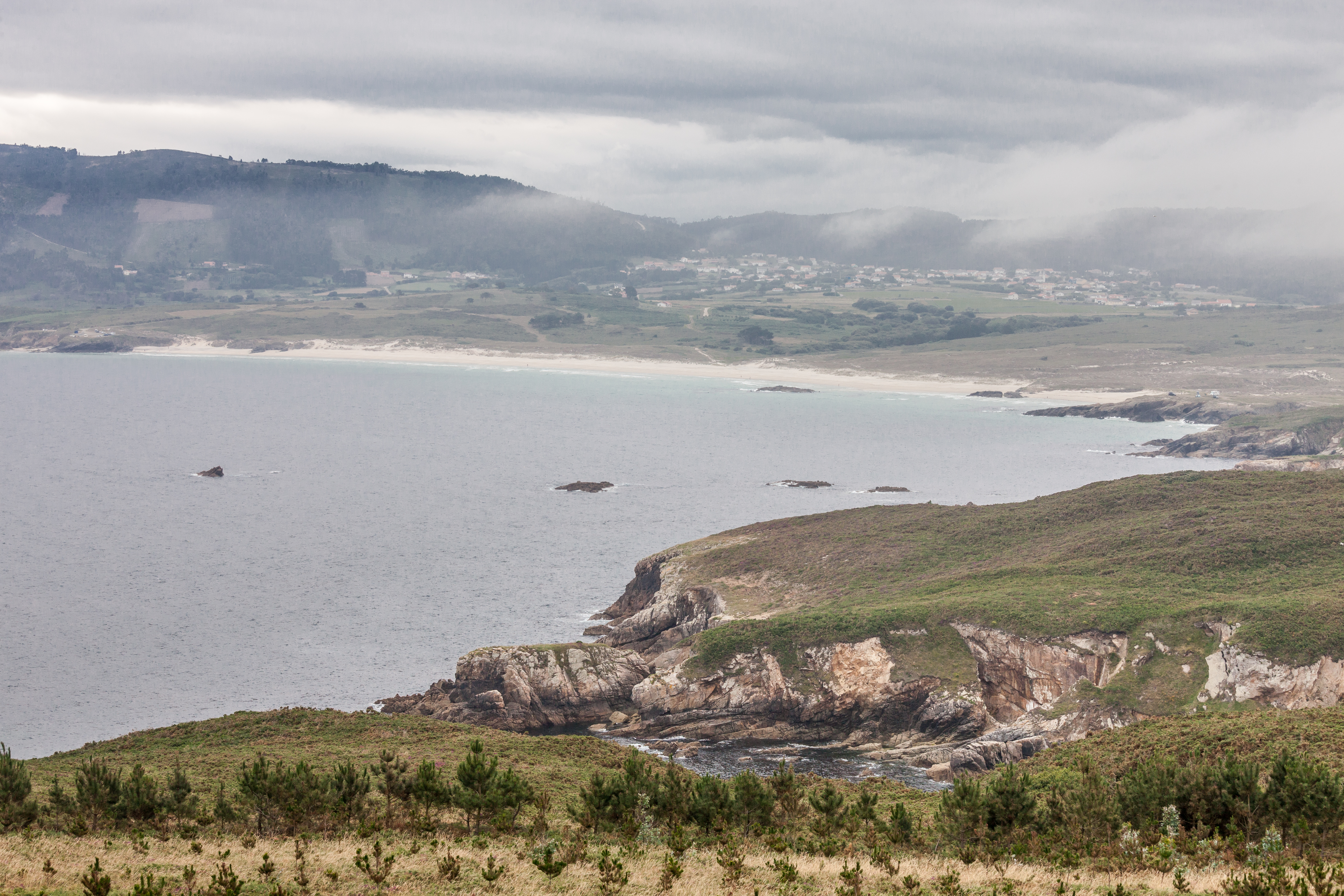
Vista desde el cabo Prior.
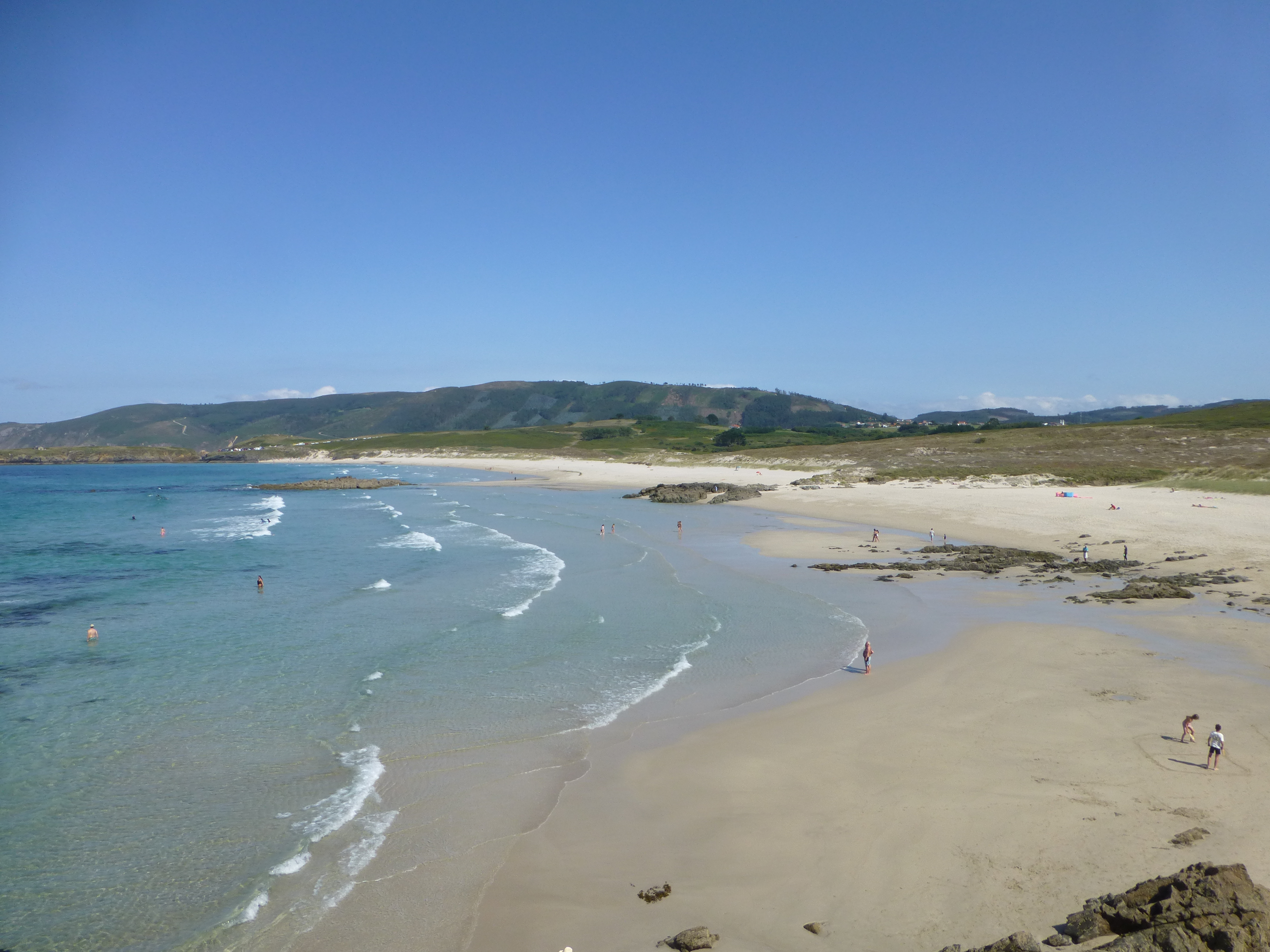
Vista desde el oeste.
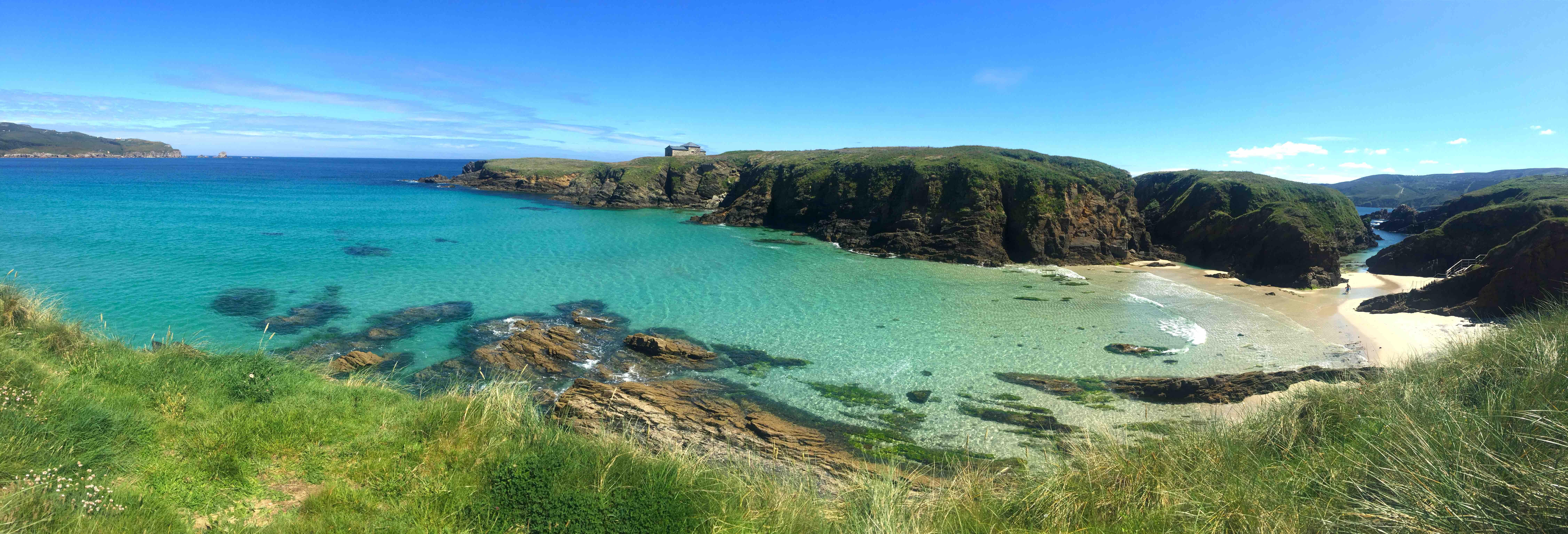
Playa, isla y ermita de Santa Comba.